# 中野りな
中野 りな（なかの りな、2004年 - ）は東京都出身の日本のヴァイオリニスト。

## 経歴・受賞歴
- 3歳よりヴァイオリンを始める[1]。
- 2021年第90回日本音楽コンクール優勝&岩谷賞、レウカディア賞、鷲見賞、黒柳賞、増沢賞、聴衆賞受賞[1]。
- 2022年第8回仙台国際音楽コンクールにて、優勝、聴衆賞を受賞[1]。
- 使用楽器は一般財団法人ITOHから貸与されたアントニオ・ストラディバリウスである[2]。